# Rudolph J. Rummel
Rudolph Joseph Rummel (Cleveland, 21. listopada 1932. - Kaneohe, Hawaii, 2. ožujka 2014.) bio je američki politolog.

## Životopis
Predavao je političke znanosti na Sveučilištu Indiana 1963., Yaleu 1964. – 1966. i sveučilištu na Havajima od 1966. do 1995. godine. Bavio se istraživanjima koje se bave teorijom demokratskog mira. Na temelju statističkih metoda dokazuje u svojim različitim studijama pretpostavku da između demokratskih država postoji manja vjerojatnost za nastanak oružanih sukoba.
Prema Rummelovim istraživanjima je u prošlom stoljeću šest puta više ljudi umrlo od democida nego od svih ratova ukupno u 20. stoljeću. Zaključak njegovih istraživanja je: sloboda građana ključna je za održavanje mira. Stoga, napominje potrebu za promicanje demokratskih struktura.

## Rezultati istraživanja i Titov režim
Najsmrtonosnije režime Rummel naziva Deka-Megaubojice. Na prvom mjestu se nalazi Narodna Republika Kina u kojoj je od 1949. – 1987. godine živote izgubilo oko 76.000.000 osoba. Slijedi SSSR (1917. – 67., oko 62.000.000).
U drugoj kategoriji koju Rummel naziva Megaubojice se između ostalih nalazi i Titova SFR Jugoslavija:
Prema podatcima Rummela, u razdoblju od 1944. – 1987. ubijeno je 1.070.000 ljudi.  
Prema Rummelu su za vrijeme drugog svjetskog rata Titovi partizani ubili oko 500.000 ljudi, iako je ova procjena nejasna obzirom se radi o vojnim djelovanjima u ratu. Nakon dolaska na vlast pa do pada komunističkog režima još oko 570.000 ljudi, a među njima najviše Hrvata. 
Valja napomenuti da su Rummelove procjene žrtava dvojbene kod drugih znanstvenika. Kao istaknuti antikomunista, on procjenjuje dvostruko više žrtava komunističkih režima nego što povijest inače čini. Bitan je, a po nekima upitan, i njegov način donošenja brojki: obzirom nije povjesničar (već politolog), Rummel uzima sve dostupne estimacije drugih povjesničara, čak i one vrlo ekstremne ili stare preko pola stoljeća. Zatim izračunava matematičku sredinu, i te brojke uzima kao konačne, premda je kod ovakve metode očito moguć velik otklon.
Tako se u Rummelovim tablicama za Jugoslaviju pojavljuju primjerice ovakve procjene: ubijenih prilikom partizanskog oslobađanja Beograda - 70.000, Mađari u ratu ubili u Jugoslaviji - 78.000, na Golom otoku ubijeno - 50.000, itd. Takve brojke su u najmanju ruku kontroverzne, i u konačnici dovode do većih zbrojeva nego kod drugih autora. Dok povijesni konsenzus kao ukupan broj poginulih u WWII na tlu Jugoslavije uzima milijun (vezano na brojke za cijelu Europu), Rummel te žrtve procjenjuje na 1.7 milijuna.

## Djela
Napisao je 24 knjige i oko 100 članaka u znanstvenim časopisima. Kroz sve mu se radove provlači istraživanje uzroka i uvjeta koji dovode do kolektivnog nasilja i rata s ciljem njihova rješavanja ili iskorjenjivanja.

## Priznanja
Dobio je brojne nagrade. Primljen u članstvo najprestižnijih američkih akademskih društava. Više puta je nominiran za Nobelovu nagradu za mir.

## Vanjske poveznice
- Rummelova Webstranica
- Democratic Peace – Democratic Peace Blog
- Članak na javno.com: Titov režim odnio milijun života  Arhivirana inačica izvorne stranice od 1. ožujka 2010. (Wayback Machine)